# Lauren Collins
Lauren Felice Collins, född 29 augusti 1986 i Thornhill i Ontario i Kanada, är en kanadensisk skådespelare. Hon är känd för sin roll som Paige Michalchuk i Degrassi: The Next Generation.

## Filmografi
| År          | Film/television               | Roll              |
| ----------- | ----------------------------- | ----------------- |
| 1999        | I Was A Sixth Grade Alien     | Lindy May         |
| 2000        | In a Heartbeat                | Brooke Lanier     |
| 2001 -      | Degrassi: The Next Generation | Paige Michalchuk  |
| 2005        | Radio Free Roscoe             | Blaire            |
| 2006 - 2008 | Life With Derek               | Kendra            |
| 2006        | Take The Lead                 | Caitlin           |
| 2007 - nu   | The Best Years                | Alicia O'Sullivan |
| 2007        | Charlie Bartlett              | Kelly             |
| 2008        | Picture This                  | Alexa             |